# Villiers-Saint-Frédéric
Pour les articles homonymes, voir Villiers.
Villiers-Saint-Frédéric est une commune française située dans le département des Yvelines, en région Île-de-France.

## Géographie

### Situation
La commune se situe à l'extrémité est de la plaine de Montfort-l'Amaury en contrebas de l'escarpement de Neauphle-le-Château qui marque lui-même l'extrémité ouest de la plaine de Versailles.
La majeure partie de l'habitat de la commune est regroupé autour du centre village où se trouvent la mairie et la petite église Saint-Frédéric. Deux extensions de type pavillonnaire ont été créées, l'une à l'ouest, dans le quartier dit Pasteur en limite de Neauphle-le-Vieux, l'autre, un peu plus résidentiel, en amont du lieu-dit du Pontel où se trouvait la RN 12 avant sa déviation et son déclassement en D 912.

### Hydrographie
La Mauldre est la principale rivière de cette commune. Elle a servi de base à la nouvelle limite administrative avec Neauphle-le-Vieux au moment du démembrement de cette dernière en 1783 portant la création de la nouvelle paroisse de Villiers.
La commune héberge également quelques mares, sur les terrains argileux de son territoire.
La commune de Villiers-Saint-Frédéric est l'une des douze communes concernées par le plan de prévention des risques d'inondation (PPRI) du bassin de la Mauldre. La Mauldre et ses affluents sont en effet sujets à des crues rapides, de type torrentiel.

### Lieux-dits de la commune
En gras les hameaux. principaux :
En italique les toponymes [1] du plan du fief de Villiers-Cul-de-Sac (Arch. dép. Yvelines, 48 J 624-626 - en ligne -, déb. 18e s.) et [2] du cadastre napoléonien (Arch. dép. Yvelines, 3 p. 310 - en ligne -, déb. 19e s.), et parfois précédés d'un astérisque [*] ceux qui ont disparu.
- Aulnaie 2 (l') : habitations.
- Bassieds 2 (les) : bois, habitations (sente de l'Orme Imbert).
- [*] Bel Air 2 [au nord des Groux] : plaine cultivée.
- Blanc Soleil 2 (le) [à l'est des Fonceaux] : plaine cultivée.
- Bois de Guenet 2 (le) : espace boisé protégé.
- Bois de Villiers (les) : espace boisé protégé, habitations.
- Bretonnière 2 (la) : bois, habitations (rue des Deux-Neauphles).
- [*] Buisson-Fortier 2 (le) : ancien bois, habitations (route de Saint-Germain et avenue de Chatron).
- Butte du Pont 2 (la) : lycée Viollet-le-Duc, parc de stationnement.
- Butte-Saint-Léonard2 (la) : ancienne dépendance du fief de la Chapelle Saint-Léonard à Neauphle-le-Vieux ; plaine cultivée, bois, voie ferrée.
- Carrières (les)2 : plaine cultivée.
- [*]Chaponnière2 (la) [à l'ouest des Fonceaux] : plaine cultivée.
- [*]Châtaigniers2 (les) : habitations (rues de la Vierge et Debussy).
- Châtelaine2 (la) : gare ferroviaire, voie ferrée, parcs de stationnement, habitations.
- Chenil (le) : habitations, jardins, ancien chenil de la demeure seigneuriale.
- Cliquet (le) : habitations, champs et bois.
- Clos-Christophe2 (le) : bois, habitations (rues de la Vierge et des Sablons).
- Clos-Duval2 (le) : habitations (rue de la Treille).
- Closeaux2 (les) : marais de la Mauldre, bois.
- [*]Cornouillers2 (les) [au nord de la Pièce de l'Epine] : plaine cultivée, habitations (rue de la Vallée).
- [*]Côte2 (la) [à l'ouest du Rosier] : bois, habitations (allée du Petit-Nice).
- Côte démolie (la) : ancien nom de la côte à 18 %
- Coulons1 (les) : ancienne mare dans les Bois de Villiers.
- Croix-Blanche2 (la) : champs cultivés, équipement sportif (Maison du Temps libre).
- [*]Croix-Feuillard2 (les) : habitations (rue Beethoven).
- [*]Culotte2 (la) : voir aujourd'hui la Mauldrette.
- Dessus du Pontel2 (le) : bois, champs, habitations (rue de la Vierge et route de Beynes).
- [*]Étang2 (l') [au sud de la Marnière et de la Jambe de Bois] : plaine cultivée, habitations [rue de la Source].
- Fonceaux2 (les) : plaine cultivée.
- Fond des Granges1,2 (le) : vallon ; champs, bois, habitations.
- Fonds Saint-Léonard2 (les) : marais de la Mauldre, bois, voie ferrée.
- [*]Fontaine2 (la) [au nord de la Tuilerie] : champ.
- Fontaine de Launay2 (la) [pour : de l'Aulnaie] : zone d'activité (commerces), habitations.
- [*] Garenne 2 (la) [partie nord des Bois de Villiers] : espace boisé classé, bois, mare des Coulons.
- [*] Grand Désert 2 (le) [au nord de la Marnière et des Sablons aux Renards] : zone d'activité, friche.
- [*] Grand Jardin 2 (le) [à l'est de l'église] : ancien jardin potager du château seigneurial de Villiers-Cul-de-Sac ; bois, habitations (rue de la Butte).
- [*] Graviers (les) 1 : ancien champtier, ancien vignoble (aujourd'hui Le Rosier).
- Grenouillère 2 (la) : champ, habitation.
- Groux 2 (les) : plaine cultivée.
- [*] Guenelle2 (la) [au nord de Sous la Pièce de l'Epine] : plaine cultivée.
- [*] Haie Alain2 (la) [au sud des Fonceaux] : plaine cultivée.
- [*] Haut Bois2 (le) [partie ouest des Bois de Villiers] : bois, habitations (rues Mortemart, de la Butte et des Rosiers).
- Haut de la Châtelaine2 (le) : champs, bois, habitations.
- [*] Haut des Groux2 (le) [aux Groux] : plaine cultivée.
- Haut des Sablons aux Renards (le) : espace boisé protégé.
- Hauts de la Châtelaine2 (les) : bois, habitations.
- Heurtoirs'* (les) [à l'est des Fonceaux] : plaine cultivée
- [*]Hubie2 (la) [entre la Butte-St.-Léonard et les Groux] : plaine cultivée, voie ferrée.
- Jambe de Bois2 (la) : champ, bois.
- [*] Plants (Jeunes) 1 [partie est des Bois de Villiers] : bois (rue des Bouleaux).
- Mare aux Coulons (la) : ancienne source.
- Marnière2 (la) [près la Croix-Blanche] : plaine cultivée.
- Marnière2 (la) [près du Pontel] : habitations.
- [*] Martinets (les) 1 : ancien champtier (aujourd'hui partie sud des Ramonettes).
- Mauldrette (la) [autrefois la Culotte*] : zone pavillonnaire.
- Osiers2 (les) : bois, champs, zone d'activité.
- Parc de Neauphle2 (le) : ancien marais, ancien parc de l'abbaye de Neauphle-le-Vieux, puis du château ; parc boisé du lycée Viollet-le-Duc, ancien pavillon d'entrée du parc.
- Pavillon2 (le) : champs cultivés.
- Pentes2 (les) : champs, bois.
- [*]Petit Clos2 (le) : plaine cultivée.
- Petit Trou2 (le) : habitations (route du Pontel).
- Petit Trou de la Bourgeoise2 (le) : habitations (rues des Deux-Neauphles et Frédéric-Phélypeaux).
- Pièce de l'Épine2 (la) : plaine cultivée.
- Pièce de la Pointe2 (la) : zone industrielle (pôle Renault - Véhicules utilitaires).
- [*] Plants2 (les) [partie est des Bois de Villiers] : bois, habitations (avenues de Chatron et de la République, rues des Rosiers, des Bouleaux et du Général-Voiron).
- Pontel2 (le) : pont sur la Mauldre, ancienne seigneurie ; carrefour de l'ancienne nationale 12, habitations, zone d'activité (commerces).
- Pré [aux] Anglais2 (le) : champs, bois, habitations (rue de la Source).
- [*]Prés de Neauphle-le-Vieux2 (les) [à l'est du moulin de Toussac et le long de la Mauldre jusqu'à la route de Septeuil] : marais de la Mauldre.
- Prés du Pontel2 (les): ancien marais ; champs cultivés, station d'épuration, déchèterie, voie ferrée.
- Ramonettes2 (les) : école primaire (dite des Sablons), habitations (rue des Sablons). Cf. ci-dessous : Raymonets.
- [*] Raymonets (les) 1 : ancien champtier (aujourd'hui partie nord - et ancien nom - des Ramonettes).
- Riant2 (le) : plaine cultivée.
- Rosier2 (le) : bois, habitations (rue de la Butte).
- Rues Gromet2 (les) : bois, champs, habitations (rue de la Vierge).
- Sablons2 (les) : école maternelle (dite des Ramonettes), habitations (rue Beethoven et des Sablons).
- Sablons aux Renards2 (les) : champs, bois.
- Sac à Vin2 : ancienne ferme, habitations (rue des Prés).
- [*]Saussay2 (les), habitations (rues de la Vierge et des Deux-Neauphles).
- Sifflet2 (le) : ancienne ferme, habitations (rue de la Tuilerie).
- Sous la Pièce de l'Épine2 : plaine cultivée.
- Sur le Pontel2 : champs cultivés, habitations (route du Pontel).
- [*] Torelle (la) 1 : ancien champtier (aujourd'hui partie ouest du Fond des Granges).
- Touvenonnes2 (les) : champs cultivés.
- Tuilerie2 (la) : plaine cultivée, zone industrielle (pôle Renault), habitations (rue de la Tuilerie), voie ferrée.
- Vallée2* (la) : habitations (rues de la Croix et des Erables).
- Vente de la Garenne (la)2 : espace boisé protégé.
- [*]Vignes blanches2 (les) [au sud de la Marnière et à l'ouest de la Jambe de Bois] : plaine cultivée.
- Village2 (le) : anciennement Villiers Cul-de-Sac : bourg principal, mairie, église, cimetière (rues de Gaulle, d'Amaury, de la Vallée et des Bois).
- Villeray2 : bois, champs, habitations (rue de la Vierge).

Voir également ci-après, pour la toponymie, les paragraphes consacrés aux chemins ruraux et aux sentes.

### Transports et voies de communications

#### Réseau routier

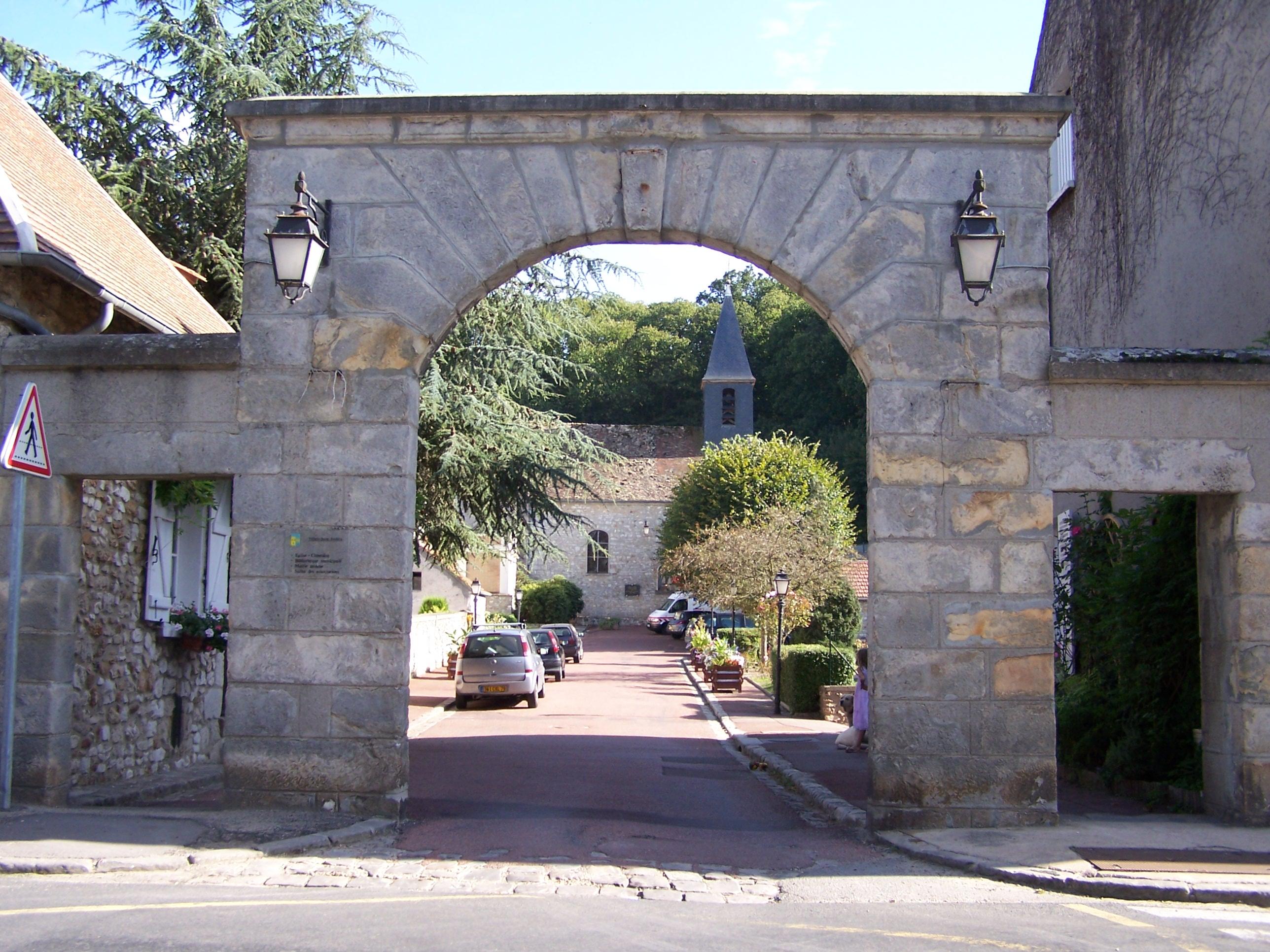
La Cour de la Ferme.

Le lieu-dit du Pontel, localement célèbre eu égard aux nombreux embouteillages de week-end avant la déviation de la RN 12 et la disparition de l'autopont en 2003 reste un carrefour d'importance pour la circulation locale. Trois voies de circulation importantes y passent :
- la route départementale 11 (ou route de Saint-Germain) qui relie Versailles à Septeuil (Longnes) et permet l'accès immédiat à Neauphle-le-Château puis Plaisir vers l'est et Neauphle-le-Vieux puis Thoiry vers le nord-ouest ;
- la route départementale 912 (ou route du Pontel), ancienne RN 12 qui relie Villiers à Jouars-Pontchartrain vers l'est, et permet d'accéder à la nouvelle RN 12 vers l'ouest ;
- dans le sens nord-sud, la route départementale 191 (ou route de Beynes) qui permet l'accès à Beynes puis la vallée de la Mauldre (Maule et Épône) puis l'autoroute A13. Ladite D 191 se prolonge vers le sud et permet de se rendre dans la région de Rambouillet par Mareil-le-Guyon et Les Mesnuls.

#### Voies vicinales
- Voie vicinale no 1
- Voie vicinale no 2 (rue Charles-de-Gaulle)
- Voie vicinale no 3 (rue de la Vallée)

#### Chemins ruraux[3]
- Chemin rural no 1 dit « chemin de la Mare des Coulons » ; anciennement nommé « chemin de l'Abreuvoir » (cadastre napoléonien).
- Chemin rural no 2 dit « chemin aux Bœufs ».
- Chemin rural no 3 dit « chemin de la Pièce-de-l'Épine ».
- Chemin rural no 4 de l'Épine à Saint-Germain-de-la-Grange.
- Chemin rural no 5 de Beynes à Chatron.
- Chemin rural no 5 bis dit « rue de la Butte ».
- Chemin rural no 6 dit « chemin de la Remise ».
- Chemin rural no 7 dit « chemin aux Ânes ».
- Chemin rural no 8 de Toussac à Villiers-Saint-Frédéric puis « rue des Prés ».
- Chemin rural no 9 dit « chemin de la Tuilerie ».
- Chemin rural no 10 dit « rue de la Vierge ».
- Chemin rural no 11 dit « rue de la Source ».
- Chemin rural no 12 de Saint-Germain-de-la-Grange à Villiers-Saint-Frédéric dit "chemin des Forceries".
- Chemin rural no 13 dit « chemin des Sablons-Renard » [pour « des Sablons-auxRenards »].
- Chemin rural no 14 (entre la route de Beynes et le lieu-dit « la Chapelle » à Neauphle-le-Vieux).
- Chemin rural no 15 dit « chemin des Cressonnières » (ou chemin de la Cressionnière).
- Chemin rural no 16
- Chemin rural no 17
- Chemin rural no 18 dit « Chemin de Neauphle-le-Château » (bas de la rue de la Butte).
- Chemin rural no 19
- Chemin rural no 20 dit « rue des Deux-Neauphles ».
- Chemin rural no 21
- Chemin rural no 22
- Chemin rural no 23 dit « chemin des Touvenonnes ».

#### Sentes urbaines
- Sente du Chenil
- Sente des Ruelles

#### Sentes rurales
- Sente rurale dite « sente du Clos-Sac-à-Vin »
- Sente rurale dite « sente de la Fontaine de Launay »
- Sente du Pavillon
- Sente rurale no 25 dite « sente de l'Orme-Imbert»
- Sente rurale no 26 dite « sente de la Porte-Saint-Jean à Bourgeoise » (ou chemin de la Chapelle-Saint-Maur).

#### Desserte ferroviaire

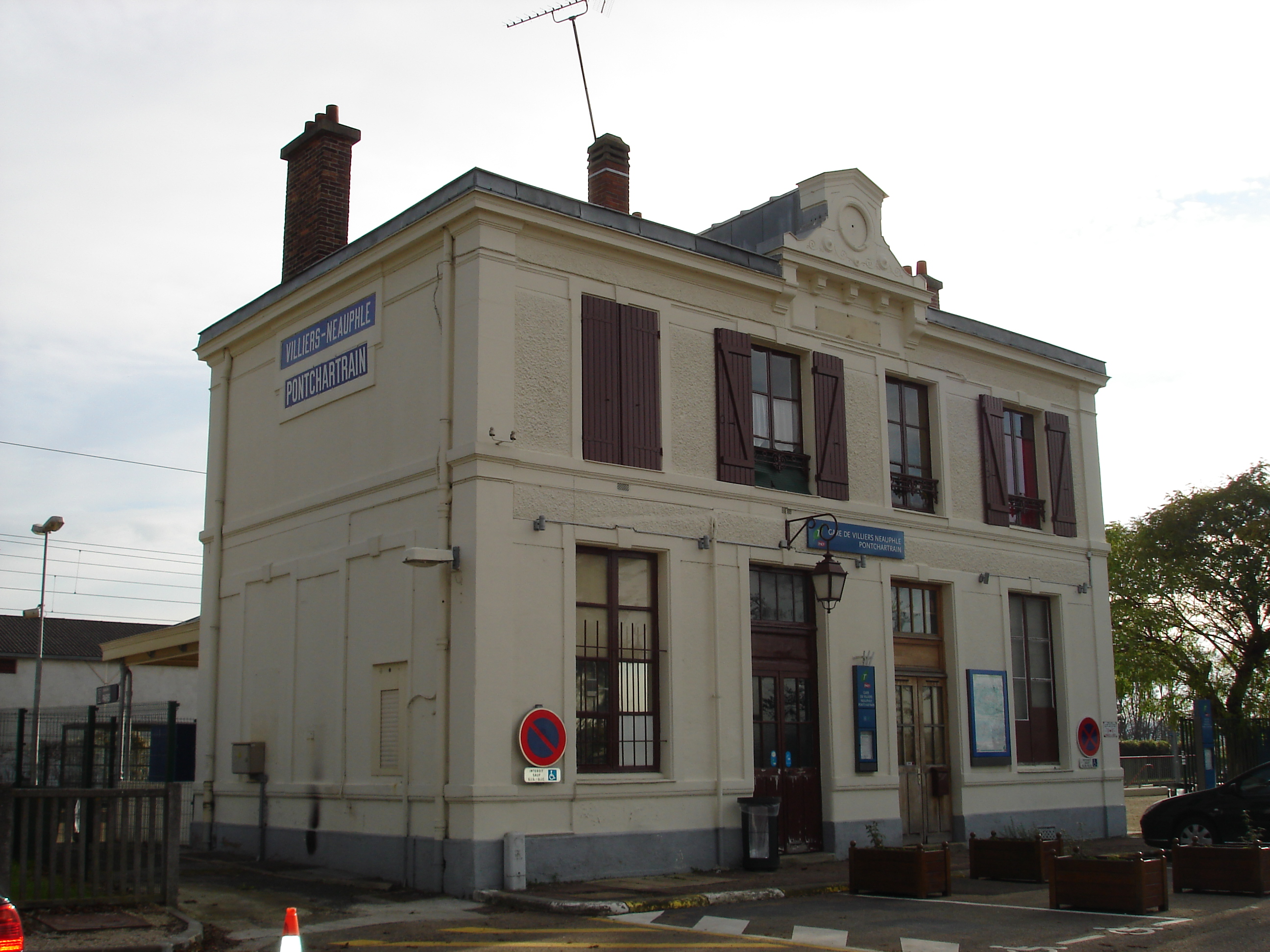
La gare de Villiers - Neauphle - Pontchartrain.

La ligne de Saint-Cyr à Surdon passe par le territoire communal depuis 1864. La commune possède une gare ferroviaire sur cette ligne.

#### Bus
La commune est desservie par les lignes 13, 14, 18, 40, Express 67, B, M, P, Q et V du réseau de bus Centre et Sud Yvelines et par la ligne 78 du réseau de bus Île-de-France Ouest.

#### Sentier de randonnée
Le sentier de grande randonnée GR 1 traverse le territoire de la commune, de Neauphle-le-Vieux à l'ouest jusqu'à Saint-Germain-de-la-Grange à l'est.

### Climat
Pour des articles plus généraux, voir Climat de l'Île-de-France et Climat des Yvelines.
En 2010, le climat de la commune est de type climat océanique dégradé des plaines du Centre et du Nord, selon une étude du CNRS s'appuyant sur une série de données couvrant la période 1971-2000. En 2020, Météo-France publie une typologie des climats de la France métropolitaine dans laquelle la commune est dans une zone de transition entre le climat océanique et le climat océanique altéré et est dans la région climatique  Sud-ouest du bassin Parisien, caractérisée par une faible pluviométrie, notamment au printemps (120 à 150 mm) et un hiver froid (3,5 °C). 
Pour la période 1971-2000, la température annuelle moyenne est de 10,7 °C, avec une amplitude thermique annuelle de 14,5 °C. Le cumul annuel moyen de précipitations est de 714 mm, avec 10,9 jours de précipitations en janvier et 7,9 jours en juillet. Pour la période 1991-2020, la température moyenne annuelle observée sur la station météorologique la plus proche, située sur la commune de Trappes à 10 km à vol d'oiseau, est de 11,6 °C et le cumul annuel moyen de précipitations est de 686,3 mm,. Pour l'avenir, les paramètres climatiques de la commune estimés pour 2050 selon différents scénarios d'émission de gaz à effet de serre sont consultables sur un site dédié publié par Météo-France en novembre 2022.

## Urbanisme

### Typologie
Au 1er janvier 2024, Villiers-Saint-Frédéric est catégorisée ceinture urbaine, selon la nouvelle grille communale de densité à sept niveaux définie par l'Insee en 2022.
Elle appartient à l'unité urbaine de Paris, une agglomération inter-départementale regroupant 407  communes, dont elle est une commune de la banlieue,,. Par ailleurs la commune fait partie de l'aire d'attraction de Paris, dont elle est une commune de la couronne,. Cette aire regroupe 1 929 communes,.

## Toponymie
Le nom de  Villiers-Saint-Frédéric  vient de Villiers-Cul-de-Sacq,, l'ancien déterminant « Cul de Sacq » vient probablement de la topographie des lieux. Dans sa monographie, l'instituteur de Villiers en 1899 décrit une « accès difficile » ; l'un des rares accès à ce hameau, depuis Neauphle-le-Château était un chemin très pentu dit « chemin de Neauphle », aujourd'hui « rue de la Butte » , montant une côte à 18 %. Nom d'un hameau et d'une seigneurie se trouvant autrefois sur le territoire de Neauphle-le-Vieux.
Villiers a également été désigné au Moyen Âge sous le nom de Villiers delez Neafle, c'est-à-dire « Villiers près Neauphle ».
Villiers-le-Voltaire sous la révolution en 1793,.
 Villiers dérive du bas latin villare qui signifie « groupe de fermes ». 
Le déterminant « Saint-Frédéric » est une référence à saint Frédéric († 838), à qui est dédiée l'église. Cette dédicace vient du fait que la nouvelle église paroissiale a été fondée en 1780 par Frédéric Phélypeaux, comte de Maurepas, en vue de la suppression de la paroisse de Saint-Aubin.

## Histoire

### Héraldique
| Armes de Villiers-Saint-Frédéric | Les armoiries de Villiers-Saint-Frédéric se blasonnent ainsi : parti, au premier d'or à trois abeilles de sable, au second d'azur semé de billettes d'or aux deux goujons adossés du même brochant sur le tout, le tout sommé d'un chef d'azur semé de quartefeuilles d'or. Ce blasonnement est inspiré des armoiries d'anciens seigneurs de Villiers-Cul-de-Sac : - famille de Meneau : d'or à trois abeilles de sable ; - famille de Rouville : d'azur semé de billettes d'or aux deux goujons adossés du même ; - famille Phélypeaux : d'azur semé de quartefeuilles d'or, au franc-quartier d'hermine. |

### Historique
Époque préhistorique

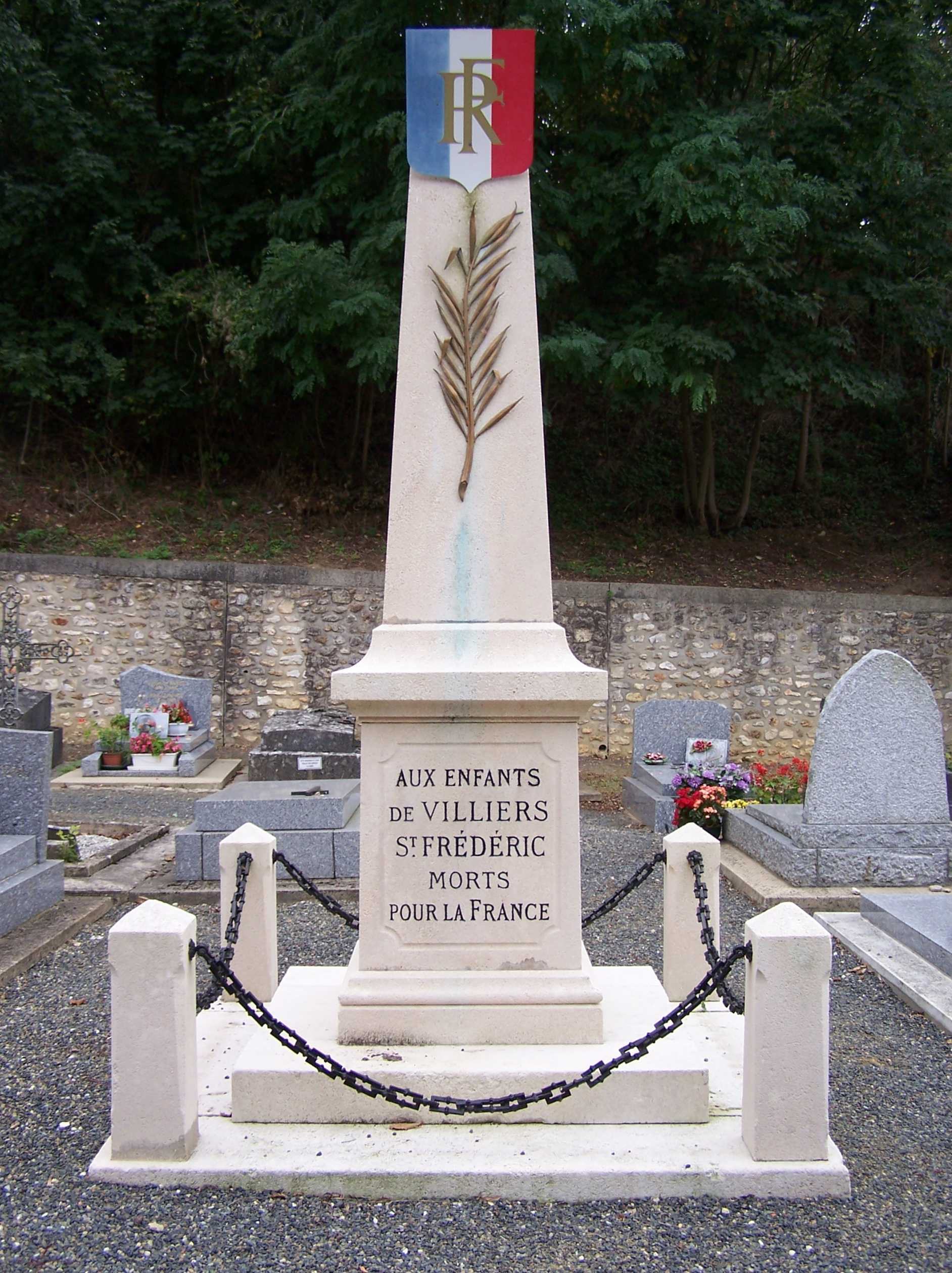
Le monument aux morts.

Il a existé un habitat à l'époque néolithique, comme l'attestent les fragments lithiques (une centaine d'outils en silex) et céramiques retrouvés fortuitement en 1987 dans un terrain des rues Gromet, et attribués à la période du Groupe de Villeneuve-Saint-Germain (vers 5100-4700 av. J.-C.).
Époque antique
Pour l'époque antique et celle antérieure au XIVe siècle, l'histoire de cette commune semble avoir laissé peu de traces, n'étant probablement que peu habitée. N'ayant pas encore le statut de paroisse, mais d'un simple hameau seigneurial, les sources sont de ce fait moins explicites, en dehors de l'histoire de ses seigneurs particuliers.
Époque médiévale
Le territoire de l'actuelle commune a appartenu jusqu'au XVIIIe siècle (1783) à celui de Neauphle-le-Vieux. On peut penser que les trois communes actuelles de Neauphle-le-Château, Neauphle-le-Vieux et Villiers-Saint-Frédéric (ex-hameau de N.-le-Vieux), aient formé une seule et même paroisse et le bourg castral de Neauphle se soit développé autour de l'ancien château des seigneurs de Neauphle.
Seigneurie de Villiers-Cul-de-Sac
Le coteau situé à l'ouest des bois de Villiers était depuis le Moyen Âge le siège d'une petite seigneurie dépendant de la châtellenie de Neauphle-le-Château, laquelle relevait du roi à cause de sa châtellenie de Meulan. Il existait alors une demeure seigneuriale aujourd'hui disparue mais dont le microtoponyme a été conservé au cadastre (feuille C1). Face à l'actuelle mairie subsiste l'entrée monumentale de la ferme de cet ancien château, et probablement quelques éléments de celle-ci, ainsi que l'ancienne chapelle, devenue en 1783 la nouvelle église paroissiale Saint-Frédéric.
Paroisse de Villiers-Saint-Frédéric
Avant 1783, la cure était dédiée à saint Aubin et se trouvait au lieu-dit de la ferme de Saint-Aubin (aujourd'hui à Neauphle-le-Vieux). Cette ancienne paroisse, comptant 20 communiants vers 1750 ne possédait plus dans la dernière moitié du XVIIIe siècle qu'un seul foyer (ou feu), probablement la famille du fermier de Saint-Aubin. Elle fut supprimée en 1783 et son territoire rattaché à celui de Neauphle-le-Vieux, en même temps que fut détachée de cette dernière le nouveau territoire de Villiers-Saint-Frédéric. La cure de Saint-Aubin fut transférée sur la chapelle Saint-Georges du château de Villiers-Cul-de-Sac. Les comptes de la fabrique ne couvrent d'ailleurs que les années 1783-1791. L'église portait alors le titre de Saint-Georges de Villiers-Saint-Frédéric. L'église Saint-Aubin, qu'on peut situer grâce à l'atlas de Trudaine (planche Arch. nat. F/14/*8447) est aujourd'hui démolie. La réception des travaux de la nouvelle église, commandés par le comte de Maurepas intervient à compter du 19 décembre 1782 à la demande du duc de Nivernais époux d'Hélène Phélypeaux de Pontchartrain ainsi que des entrepreneurs qui ont participé aux travaux. Ceux-ci mandatent l'expert-juré-entrepreneur de bâtiments parisien Michel Neveu, voisin du duc de Nivernais rue de Tournon à Paris, pour voir si les devis et marchés faits avec feu M. le comte de Maurepas ont bien été exécutés, en faire la réception ou s'il y a lieu rapporter leur exécution : arc.nat/z/1j/1094, procès-verbal du 19 décembre 1782.
En 1789, cette nouvelle paroisse de Villiers-Saint-Frédéric est érigée en commune, et prend à partir de 1793 le nom révolutionnaire de Villiers-le-Voltaire,.

#### Seigneurs de Villiers-Cul-de-Sac
Les seigneurs de Villiers-Cul-de-Sac furent successivement des membres des familles de Villaines (XIVe s.), de Rouville (XVe-XVIe s.), de Meneau (XVIe-XVIIe s.), puis Phélypeaux de Pontchartrain (XVIIIe s.).

#### Histoire administrative
La paroisse de Villiers Cul de Sac, crée en 1783, juste avant la Révolution française, dépendait alors au civil de la généralité de Paris et était comprise dans l'élection de Montfort-l’Amaury, subdivision de la généralité. Le ressort judiciaire dont elle faisait partie était le bailliage de Montfort. Le droit coutumier était celui du Vexin français. Au regard des autorités religieuses de l'Église catholique romaine, la paroisse, alors dédiée à saint Aubin, relevait de l'ancien diocèse de Chartres, et se situait dans l'archidiaconé du Pincerais, au doyenné de Poissy. Le patron présentateur de la cure, c'est-à-dire celui qui nommait le curé, était l'abbé de Neauphle-le-Vieux.
Depuis la révolution, Villiers a fait partie du département de Seine-et-Oise, dans le canton de Neauphle-le-Château, ayant a été mis en 1790 dans le district de Montfort. Ce dernier a été supprimé en 1795 et le canton de Neauphle a été intégré au district élargi de Rambouillet, qui devient en 1800 l'actuel arrondissement de Rambouillet. En 1801, le canton de Neauphle-le-Château est supprimé et Villiers-Saint-Frédéric fait depuis partie du canton de Montfort-l'Amaury. Pendant cette période, le ressort judiciaire a dépendu des districts (tribunal d'instance) et cantons (justice de paix) correspondants. Au ressort ecclésiastique, la paroisse, dont la dédicace a été transférée à une époque indéterminé à saint Frédéric, dépendait depuis 1801 du nouveau diocèse de Versailles, doyenné de Montfort-l'Amaury. En 1845, l'évêque de Versailles créa l'archidiaconé de Notre-Dame (arrondissements d'Étampes, Corbeil et Rambouillet). Aujourd'hui, dans l'actuel diocèse de Versailles, Villiers-Saint-Frédéric appartient au groupement paroissial de Neauphle-Jouars, dans le nouveau doyenné de Maule-Montfort-Houdan.

## Politique et administration
| Période                                  | Période                   | Identité                  | Étiquette | Qualité                                                                                        |
| ---------------------------------------- | ------------------------- | ------------------------- | --------- | ---------------------------------------------------------------------------------------------- |
| Les données manquantes sont à compléter. |                           |                           |           |                                                                                                |
| avant 1892                               | juillet 1893 (démission)  | René Courtois             |           |                                                                                                |
| juillet 1893                             | août 1898 (démission)     | Aristide Bouchez          |           | Cultivateur                                                                                    |
| Les données manquantes sont à compléter. |                           |                           |           |                                                                                                |
| 1912                                     | 1945                      | Léon Beauché (1871-1946)  |           |                                                                                                |
| 1945                                     | 1971                      | André Richard (1905-1994) |           | Exploitant agricole                                                                            |
| Les données manquantes sont à compléter. |                           |                           |           |                                                                                                |
| mars 2001                                | En cours (au 23 mai 2020) | Sylvain Durand            | DVD       | Enseignant 7e vice-président de la CC Cœur d'Yvelines (2014 → ) Réélu pour le mandat 2020-2026 |

## Population et société

### Démographie

#### Évolution démographique
L'évolution du nombre d'habitants est connue à travers les recensements de la population effectués dans la commune depuis 1793. Pour les communes de moins de 10 000 habitants, une enquête de recensement portant sur toute la population est réalisée tous les cinq ans, les populations de référence des années intermédiaires étant quant à elles estimées par interpolation ou extrapolation. Pour la commune, le premier recensement exhaustif entrant dans le cadre du nouveau dispositif a été réalisé en 2007.

En 2022, la commune comptait 3 231 habitants, en évolution de +15,35 % par rapport à 2016 (Yvelines : +2,72 %, France hors Mayotte : +2,11 %).
| 1793 | 1800 | 1806 | 1821 | 1831 | 1836 | 1841 | 1846 | 1851 |
| ---- | ---- | ---- | ---- | ---- | ---- | ---- | ---- | ---- |
| 436  | 441  | 585  | 441  | 386  | 385  | 380  | 415  | 383  |

| 1856 | 1861 | 1866 | 1872 | 1876 | 1881 | 1886 | 1891 | 1896 |
| ---- | ---- | ---- | ---- | ---- | ---- | ---- | ---- | ---- |
| 373  | 396  | 369  | 358  | 353  | 360  | 353  | 336  | 334  |

| 1901 | 1906 | 1911 | 1921 | 1926 | 1931 | 1936 | 1946 | 1954 |
| ---- | ---- | ---- | ---- | ---- | ---- | ---- | ---- | ---- |
| 354  | 350  | 359  | 363  | 380  | 420  | 451  | 521  | 604  |

| 1962 | 1968 | 1975  | 1982  | 1990  | 1999  | 2006  | 2007  | 2012  |
| ---- | ---- | ----- | ----- | ----- | ----- | ----- | ----- | ----- |
| 766  | 946  | 1 198 | 1 410 | 2 306 | 2 386 | 2 684 | 2 718 | 2 730 |

| 2017  | 2022  | - | - | - | - | - | - | - |
| ----- | ----- | - | - | - | - | - | - | - |
| 2 838 | 3 231 | - | - | - | - | - | - | - |

#### Pyramide des âges
En 2018, le taux de personnes d'un âge inférieur à 30 ans s'élève à 34,7 %, soit en dessous de la moyenne départementale (38 %). À l'inverse, le taux de personnes d'âge supérieur à 60 ans est de 24,9 % la même année, alors qu'il est de 21,7 % au niveau départemental.
En 2018, la commune comptait 1 411 hommes pour 1 497 femmes, soit un taux de 51,48 % de femmes, légèrement supérieur au taux départemental (51,32 %).
Les pyramides des âges de la commune et du département s'établissent comme suit.
| Hommes | Classe d’âge | Femmes |
| ------ | ------------ | ------ |
| 0,6    | 90 ou +      | 0,5    |
| 5,8    | 75-89 ans    | 5,5    |
| 19,7   | 60-74 ans    | 17,6   |
| 21,0   | 45-59 ans    | 22,4   |
| 18,8   | 30-44 ans    | 18,8   |
| 16,4   | 15-29 ans    | 16,3   |
| 17,7   | 0-14 ans     | 18,9   |

| Hommes | Classe d’âge | Femmes |
| ------ | ------------ | ------ |
| 0,6    | 90 ou +      | 1,4    |
| 6      | 75-89 ans    | 7,8    |
| 13,5   | 60-74 ans    | 14,8   |
| 20,7   | 45-59 ans    | 20,1   |
| 19,6   | 30-44 ans    | 19,9   |
| 18,5   | 15-29 ans    | 16,8   |
| 21,2   | 0-14 ans     | 19,2   |

## Économie
La seule entreprise importante qui se trouve sur la commune est l'IDVU (Ingenierie Division Vehicules Utilitaires) de Renault. Le site est spécialisé dans le développement des véhicules utilitaires (avec General Motors) et dans certains essais. Il héberge également l'exploitation informatique et télécom du groupe. Il compte environ 3 000 salariés.
Dans le quartier du Pontel est également située un complexe commercial, centré autour du Carrefour Market, un supermarché qui était jusqu'en 2009 à l'enseigne Champion. C'est là que se trouve véritablement la zone active du village, avec tabac, presse, boulangerie, boutique de prêt-à-porter, restaurant, et autres magasins alimentaires comme une poissonnerie.

## Enseignement
La commune possède :
- une école maternelle publique (les Ramonettes) ;
- une école élémentaire publique (les Sablons) ;
- un lycée polyvalent public (Viollet-le-Duc).

## Sports et culture
La Maison du Temps Libre (M.T.L.) fait partie du complexe sportif du village. Elle comprend une grande salle accueillant des activités sportives, mais aussi des réunions annuelles et une seconde salle adaptée à la danse.
Un gymnase construit en 2000 complète cet ensemble. À proximité se trouvent trois courts de tennis dont un couvert. Un petit dojo est présent près des écoles.
À noter également, que la commune de Villiers-Saint-Frédéric compte 14 associations :  la VSC (Villiers Sport et Culture) qui propose 40 activités (théâtre, danse, gym, renforcement musculaire, relaxation, gym senior, le running sport nature, le judo, le tennis, le scrabble, la peinture sur soie...) Villages D'Yvelines en Transition, FCPE, APEIV, La Compagnie Des Archers Villersois, Club Canin, Fête de vos mains, Les ajoux de Villiers, Krav Maga 78, La Ligue pour la Protection des Oiseaux, Comité des Fêtes, L'Or des Loisirs, Tennis de Table des 4 Communes, le S.E.L des 3 Communes. Le bureau du foyer rural est cour de la ferme près de l'église.

## Lieux et monuments

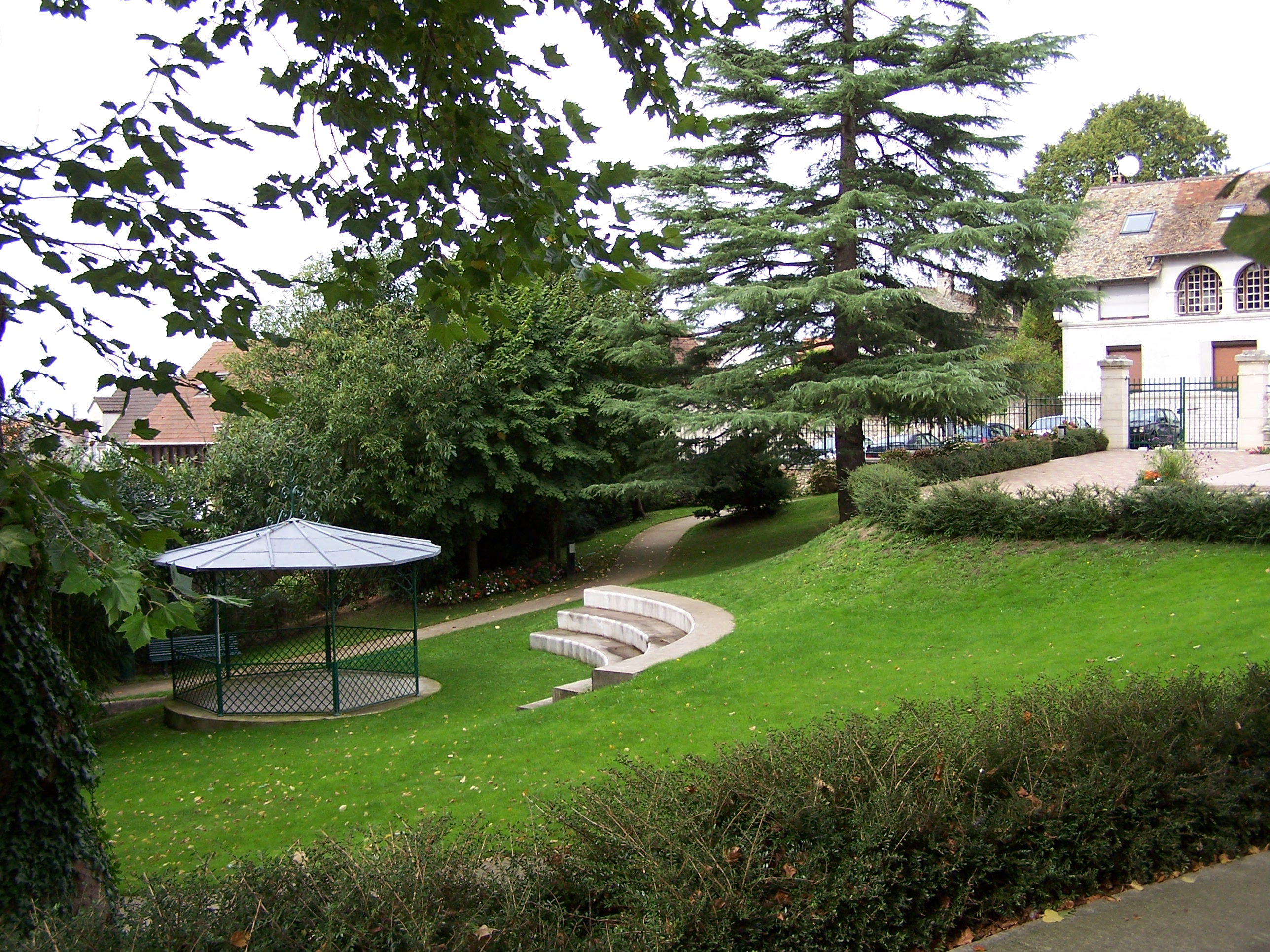
Le jardin de la mairie.

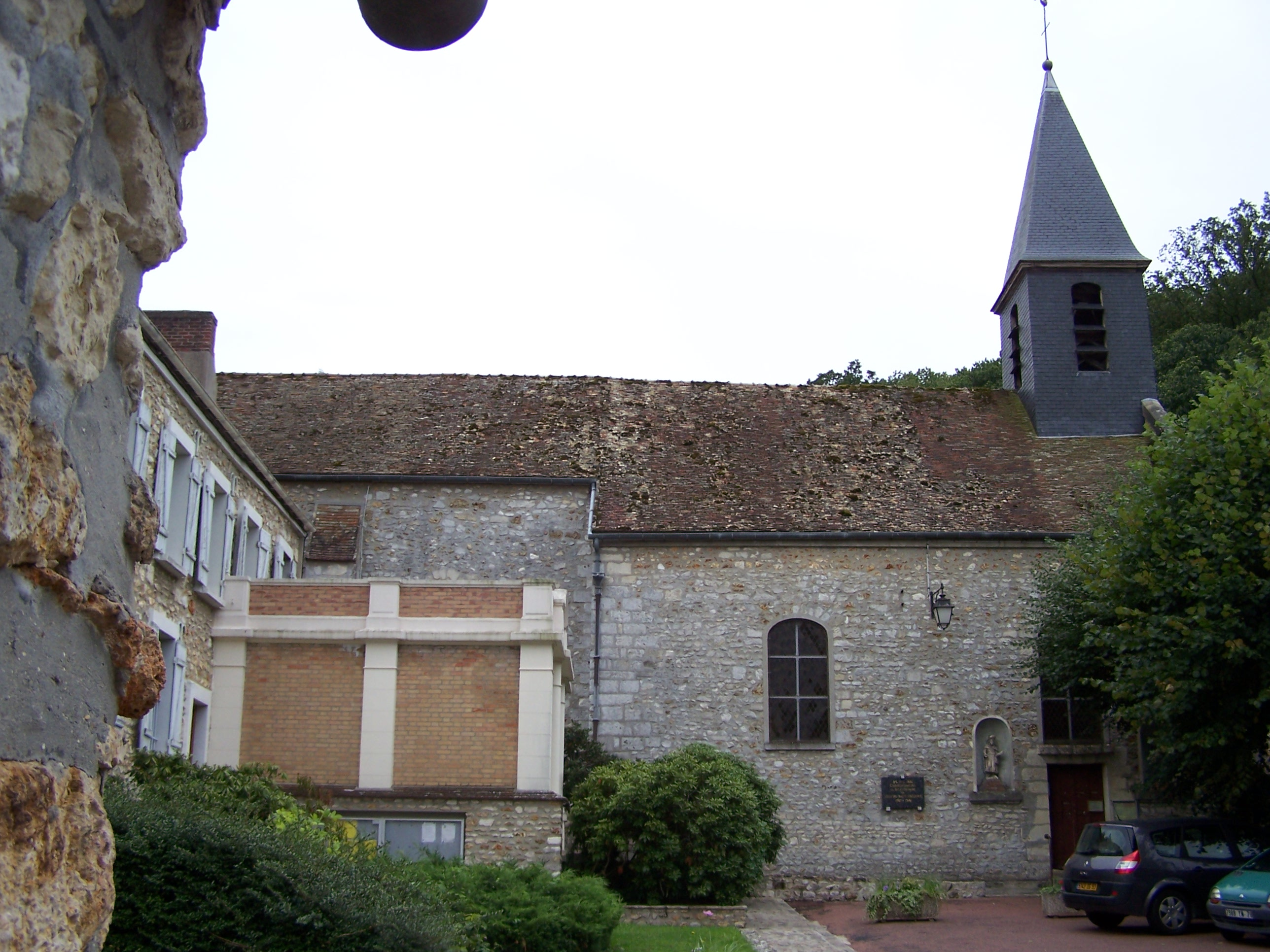
L'église Saint-Frédéric.

- Ancien château de Villiers-Cul-de-Sac : démoli. Subsistent quelques éléments de l'ancienne ferme dont le portail monumental de la cour, une maisonnette et ses lucarnes de style Louis XIII. C'était un château édifié autour d'une plateforme quadrangulaire - construite sur ses quatre côtés et entourée de larges douves -, avec une tour ronde à chacun des angles et une porterie donnant dans la cour de ferme, comme en témoigne un plan de 1731[43]. Comme pour toutes ses demeures seigneuriales reléguées au rang de simple ferme par la famille Phélypeaux de Pontchartrain, le château de Villiers est progressivement démoli, exception faite des bâtiments agricole. Ce fut également le cas du manoir du fief voisin de Chatron, à Saint-Germain-de-Morainville. Seule la ferme avait été conservée en 1785 (plan d'intendance de Villiers[44]. La chapelle seigneuriale avait également été conservée ; elle est devenue l'église paroissiale :
- Église Saint-Frédéric (ancienne chapelle Saint-Georges du château de Villiers, dont elle formait l'angle sud-est). Devenue en 1783 la nouvelle église paroissiale Saint-Frédéric[25], et dont les éléments les plus anciens du chœur remontent aux XIIIe – XIVe siècles (contreforts, porte bouchée au nord, lancettes ouest). Elle a été allongée d'une nef en 1780-1782 aux frais du comte de Maurepas, seigneur du Villiers-Cul-de-Sac (inscription dans l'église), puis remaniée au XIXe siècle. Le cimetière qui l'entoure est composé de deux niveaux qui ne communiquent pas entre eux et qui sont une partie des anciens jardins du château. Le chœur a été aménagé à la fin du XVIIIe siècle, avec un sol entièrement marbré et un maître-autel de style Louis XVI. Une plaque de marbre d'une fondation d'obit provient de l'ancienne église Saint-Aubin, et a été replacée dans le mur du chœur. L'église est orientée ouest-nord-ouest.
- Bois de Villiers : ensemble boisé d'environ 40 ha situé sur les communes de Villiers, Neauphle-le-Château et de Saint-Germain-de-la-Grange. Jusqu'à la Révolution française, les Bois de Villiers dépendaient de la seigneurie de Villiers-Cul-de-Sac. C'étaient des bois ayant appartenu au grand veneur de France, Louis de Rouville (mort en 1525), seigneur du lieu, grand veneur de France, conseiller et chambellan du roi François Ier, lieutenant général au gouvernement de Normandie, bailli et capitaine de Mantes, puis de son fils François de Rouville (mort en 1549), grand maître des eaux et forêts de Normandie et de Picardie[45]. Ils appartenaient alors à un petit ensemble forestier en marge de la forêt de Saint-Apolline et comprenant ces bois de Villiers, le bois des Cent-Arpents à Plaisir et le bois du Four (disparu) à Neauphle-le-Château. Au XVIIIe siècle, ces bois étaient d'une moindre superficie qu'aujourd'hui, d'une contenance de 22 ha seulement (43 arpents 14 perches[46] en 1729, répartis en quatre « ventes » nommées : la vente du Château (ou Petit Bois), la vente de la Garenne (ou le Haut Bois), la vente de la Rigolle (ou bois du Fond de la Garenne) et la vente des Champs (ou bois de la Fosse-Richard), chaque vente ou bois étant séparé de l'autre par un chemin. Les bois de Villiers étaient alors  du bois des Cent-Arpents par la mare de Boutron et le hameau de Chatron, et du bois du Four par la Garenne de Villiers[47]. 
  - Les trois chênes centenaires des Coulons, dans les Bois de Villiers.

## Activités festive
- Fête du village en mai.
- Fête de la musique
- Foire aux particuliers en juin.
- Concerts à l'église (janvier et novembre)
- Concerts au kiosque (avril et septembre)
- Marché de Noël et Fête des lumières
- Repas de quartiers
- Forum des associations

## Personnalités liées à la commune
- Louis de Rouville (mort en 1525), conseiller et chambellan de Charles VIII, Louis XII et François Ier, grand veneur de France, bailli de Mantes, seigneur de Villiers-Cul-de-Sac[48].
- Frédéric Phélypeaux de Maurepas (1700-1781), « comte de Melleran », puis comte de Maurepas (1708) et de Pontchartrain, baron de Beynes, ministre d'État de Louis XV à l'âge de 14 ans, puis de Louis XVI[49], possesseur des « bois de Villiers »[50]. Il a donné son prénom de Frédéric au nouveau nom de la commune.